# Hrvatski rukometni kup za žene 2012./13.
Hrvatski rukometni kup za žene za sezonu 2012./13. je šesti put zaredom osvojila Podravka Vegeta iz Koprivnice.

## Rezultati

### Osmina završnice
| klub1                    | rez.  | klub2                      |
| ------------------------ | ----- | -------------------------- |
| Sinj                     | 21:27 | Sesvete Agroproteinka      |
| Zamet Rijeka             | 33:30 | Fantasyland Samobor        |
| Split 2010               | 20:31 | Lokomotiva Zagreb          |
| Umag                     | 22:31 | Zelina (Sveti Ivan Zelina) |
| Slavonka Nova Gradiška   | 14:41 | Podravka Vegeta Koprivnica |
| Arena Pula               | 19:37 | Trešnjevka Zagreb          |
| Osijek                   | 27:21 | Ivanić (Ivanić-Grad)       |
| Podravka Lino Koprivnica | 35:31 | Koka Varaždin              |

### Četvrtzavršnica
Igrano 27. veljače 2013.
| klub1                      | rez.  | klub2                      |
| -------------------------- | ----- | -------------------------- |
| Podravka Lino Koprivnica   | 31:30 | Zamet Rijeka               |
| Zelina (Sveti Ivan Zelina) | 25:30 | Podravka Vegeta Koprivnica |
| Osijek                     | 22:32 | Sesvete Agroproteinka      |
| Lokomotiva Zagreb          | 24:23 | Trešnjevka Zagreb          |

### Završnica
Igrano 9. i 10. svibnja 2013. u Novigradu.
| klub1                      | rez.          | klub2                    |
| poluzavršnica              | poluzavršnica | poluzavršnica            |
| -------------------------- | ------------- | ------------------------ |
| Podravka Vegeta Koprivnica | 30:22         | Sesvete Agroproteinka    |
| Lokomotiva Zagreb          | 44:22         | Podravka Lino Koprivnica |
|                            |               |                          |
| za treće mjesto            |               |                          |
| Sesvete Agroproteinka      | 33:18         | Podravka Lino Koprivnica |
|                            |               |                          |
| za pobjednika              |               |                          |
| Podravka Vegeta Koprivnica | 33:25         | Lokomotiva Zagreb        |

## Poveznice
- 1. HRL za žene 2012./13.
- 2. HRL za žene 2012./13.
- 3. HRL za žene 2012./13.